# Palacios del Pan
Palacios del Pan es un municipio y localidad española de la provincia de Zamora en la comunidad autónoma de Castilla y León.

## Geografía física
Ubicación
Palacios del Pan limita al norte con Santa Eufemia del Barco y Montamarta, al sur con Zamora, La Hiniesta y San Pedro de la Nave-Almendra, al este con Andavías y al oeste con Manzanal del Barco, este último en la otra orilla del embalse del Esla. Se encuentra a 16 km de la capital de la provincia, Zamora.
| Noroeste: Manzanal del Barco            | Norte: Santa Eufemia del Barco | Noreste: Montamarta  |
| Oeste: Manzanal del Barco               |                                | Este: Andavías       |
| Suroeste: San Pedro de la Nave-Almendra | Sur: Zamora                    | Sureste: La Hiniesta |
Para comunicar Manzanal del Barco, en la Tierra de Alba, y Palacios en la Tierra del Pan a través del embalse del Esla, se dispone del viaducto Martín Gil o de los Cabriles, para el ferrocarril, y del puente nuevo de Manzanal. En ocasiones, como consecuencia de la sequía persistente, emerge sobre las aguas del Esla el viejo viaducto que comunicaba las comarcas de Alba y Pan antes de la construcción del embalse. Además, existe el puente viejo, por el cual pueden circular peatones durante todo el año.
Existen también otros dos puentes en caminos de concentración para comunicar con los pueblos de Valdeperdices y Almendra, y también varios pasos a nivel sobre la vía férrea.
A dos kilómetros del pueblo, se encuentra la zona turística de los chalets, llamada urbanización el Madrigal, en la cual existen una veintena de dichas edificaciones, zona de baño habilitada y club náutico, en el cual se disputan numerosas competiciones de vela y piragüismo, también durante el verano imparten cursos de vela a niños y mayores.
Geología
Terrenos constituidos por pizarras y depósitos aluviales del Mioceno. Suelos de tierra parda meridional.
Clima
Mediterráneo seco; temperaturas medias de 2 a 4° en enero y de 20 a 22° en julio; precipitaciones medias anuales entre 400 y 600 mm. Tierras de cultivo y encina.

## Flora y fauna
Cuenta con parajes de gran belleza paisajística. Es maravilloso poder contemplar las puestas de sol desde varios lugares del término Palacios, también destacar la Dehesa de Mázares,la fuente del caño, El Puente de Los Cabriles o "Viaducto Martín Gil", el Sierro, Peñas Rojas, el pueblo viejo, el Casetón de los Moros, el entorno del club de vela, el  entorno de los varios kilómetros de embalse en su discurrir por el término, en definitiva hay cientos de lugares de enorme belleza paisajística en los 32 km² de término municipal.
Su máxima altitud se encuentra en el Teso de las Furiegas con 735 m s. n. m., a escasos metros del Viaducto Martín Gil y del parque eólico.

## Historia
Los restos más antiguos de población en el municipio se sitúan en el Casetón de los Moros, en el despoblado de Mazares, donde se han encontrado restos de construcciones y vestigios de cerámica romana.
Desde su creación, Palacios, fundado presumiblemente dentro del proceso de repoblación emprendido por la monarquía leonesa en la Edad Media, fue lugar de realengo dentro de la Tierra del Pan, teniendo integrado en su término la actualmente despoblada villa de Mazares. 
En 1146 el rey Alfonso VII de León donó la villa de Mazares al Monasterio de Moreruela, donación confirmada por Alfonso IX de León en 1192, que luego permutó con el Cabildo de la Catedral de Zamora en 1356. El Cabildo lo arrendó al Obispo con jurisdicción, propiedad y vasallos por una renta anual de 96 fanegas de pan mediado y 150 maravedíes.
Por su parte, Fernando II de León entregó la iglesia y lugar de Palacios a la Orden del Santo Sepulcro en el año 1167.
Ya en la Edad Moderna, en 1458, se repartió el término Cabeza de Cristo a partes iguales entre Mazares (Cabildo) y Almendra (Obispo). Sus mayores propietarios de fincas rústicas eran los conventos de San Jerónimo, Comendadoras de San Juan y Santa Marina.
Al crearse las actuales provincias en la división provincial de 1833, Palacios del Pan quedó encuadrado en la provincia de Zamora, dentro de la Región Leonesa.
Inicialmente, Palacios tenía su emplazamiento junto al río Esla, si bien tuvo que ser trasladado en el primer tercio del siglo XX por la construcción del embalse de Ricobayo.
Dentro de este municipio, en el viaducto Martín Gil, tuvo lugar un trágico accidente ferroviario. El 19 de octubre de 1964, un tren de mercancías con destino a Zamora, cargado con más de cien kilos de material pirotécnico, sufrió una fortísima explosión de material que afectó a la pilastra que hay justo al finalizar el arco del viaducto. Como consecuencia ocho vagones cayeron al fondo del embalse, salvándose del efecto arrastre la locomotora y el resto de vagones que pudieron llegar a la estación más cercana, la de Andavías. En el suceso falleció un trabajador de dicho convoy.

## Geografía humana

### Demografía
Cuenta con una población de 240 habitantes (INE 2024).
| Gráfica de evolución demográfica de Palacios del Pan entre 1842 y 2021                                                                                        |
| |
| Población de derecho según los censos de población del INE Población de hecho según los censos de población del INEEn este censo se denominaba Palacios: 1842 |

### Economía

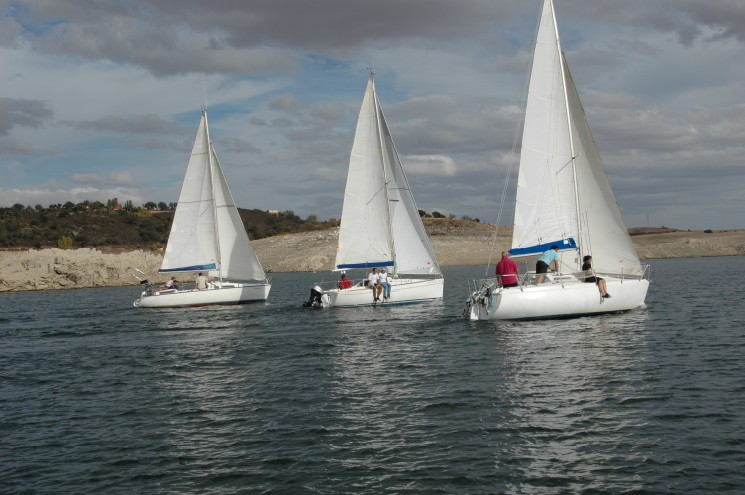
El Club Deportivo de Vela Zamora cuenta con instalaciones deportivas en la ribera del embalse del Esla de Palacios del Pan.

Esta localidad, debido a la proximidad de Zamora, cuenta con un establecimiento hostelero. A lo largo de la semana acuden varios vendedores ambulantes (tenderos de todo tipo de ropa, cacharreros, pescaderos, vendedor de productos de primera necesidad o limpieza, entre otros).

### Comunicaciones
Carreteras
Para poder llegar hasta Palacios del Pan, la principal vía es la ZA-P-1405, carretera provincial que comunica Zamora con La Hiniesta, Andavías, Palacios del Pan, Carbajales de Alba y Mahíde. En La Hiniesta se encuentra un enlace de la autovía del Duero, que una vez finalizada será un importante eje transversal entre este y oeste peninsulares.
Existen otras formas de llegar, desde Muelas del Pan hay un camino asfaltado que comunica dicha localidad en la N-122 con Montamarta en la N-630 y desde esa localidad se puede acceder además a la autovía Ruta de la Plata, que une Gijón con Sevilla y que constituye el principal eje de transportes del oeste del país.
En cuanto al transporte público se refiere, tras el cierre del Ferrocarril Ruta de la Plata, que pasaba por el cercano término de Montamarta y tenía parada en el mismo, no existen servicios de tren en el municipio ni en los vecinos, ni tampoco línea regular con servicio de autobús, siendo las estaciones más cercanas las de Zamora capital. Por otro lado el aeropuerto de Salamanca es el más cercano, estando a unos 106 km de distancia.
Redes Sociales
Desde abril de 2010 posee una cuenta en la red social Facebook y desde marzo de 2012 una cuenta en Twitter, donde cualquiera puede estar al día de las novedades de la localidad al instante.

## Patrimonio

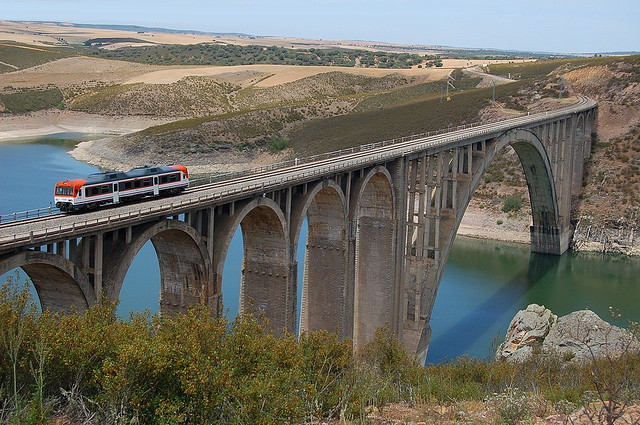
Viaducto Martín Gil o de Los Cabriles

Parajes
Cuenta con parajes de importancia arqueológica como "El casetón de los moros" (de origen romano), Peñas Rojas, El Sierro o "Las casas", pago cuyos restos muestran indicios de un próspero pasado.
Estela
También existe una estela romana, que se encuentra expuesta en el parque del frontón, antes situado en el borde de la carretera, en la zona conocida como La Raya del Monte, también está El Bodegón, actualmente está en una finca privada. Hubo un sacerdote del pueblo que con algunos jóvenes estuvieron explorando que era lo que había porque se decía que une a Palacios con Zamora y lo que encontraron fue una serie de túneles que llegando a un punto no había oxígeno y desistieron de seguir investigando, en él encontraron algunas monedas. Todos estos restos están dentro de lo que es la Dehesa de Mázares
Ermita del Carmen
Hasta hace cinco décadas existía también en la dehesa de Mázares la ermita del Carmen que fue derruida tras la venta de la dehesa que pertenecía a una duquesa,que la vendió a los vecinos del pueblo y pueblos limítrofes, pues también tienen parcelas Vecinos Almendra, Valdeperdices, Andavías y Manzanal, y a quienes le tocaron las parcelas donde estaba la ermita utilizaron los materiales para sus casas.La Virgen del Carmen que era la titular de la ermita se llevó para la iglesia del pueblo y en la fiesta del Cristo, en abril se saca de procesión simulando, la romería.
Edificios
Entre sus edificios más significativos destaca la iglesia de Santa Eulalia, construida en el año 1935, tras el traslado que sufrió el pueblo debido a la construcción del embalse de Ricobayo.
Viaducto Martín Gil
También destaca por su magnitud el Viaducto Martín Gil o Puente de los Cabriles, obra que ha pasado a formar parte de la mitología de la ingeniería civil por su bóveda central, llegando en su época de construcción a ser el mayor arco de hormigón armado del mundo, motivo por el que hoy en día sigue siendo motivo de visita y estudio. Para su construcción, acudieron numerosos obreros de la zona o foráneos, asentándose algunos de ellos en un poblado obrero aledaño al viaducto construido para la ocasión.
Nuevo puente
En el verano de 2007 se terminó la construcción del nuevo puente de Palacios-Manzanal sobre el embalse del Esla en la carretera ZA-P-1405. Este puente se conoce como puente de Manzanal por su proximidad a la localidad de Manzanal del Barco, infraestructura que permite cruzar las aguas del embalse y unir las comarcas de Tierra del Pan y Tierra de Alba, a la altura de Manzanal y Palacios.

## Cultura
Fiestas
En Palacios son celebradas, entre otras, las siguientes fiestas:
- Fiestas de Cristo, durante los días 22 y 23 de abril.
- Fiesta del Rosario, el primer domingo de octubre.
- Fiestas del "Turista". Durante la semana siguiente al 15 de agosto se celebra la "Semana Cultural", y posteriormente las "Fiestas del Turista". Esta es la fiesta que concentra mayor número de eventos. En estas fiestas, recientemente, se ha recuperado la romería de la Virgen del Carmen hasta la dehesa.

Costumbres y etnografía
Se conservan diferentes representaciones y tradiciones de carácter local, algunas son:
- Los Cencerreros y la Vaquilla, mascarada de invierno que se escenifica el domingo de Carnaval (o Antruejo) por la tarde por las calles del pueblo. Los personajes son vecinos del pueblo ataviados de la vaquilla, los cencerreros, el patriarca, el gitano o las gitanas.
- La Cordera, representación teatral de carácter religioso, que se realiza en la medianoche del 24 al 25 de diciembre en la iglesia del pueblo.
- La Monjonera, nombre con el que se designaba al día de trabajo vecinal que se realizaba para el arreglo de las infraestructuras de utilidad común de la localidad (caminos,calles, iglesia, etc), se extinguió en la década de 1960. Acudía una persona de cada casa al toque de concejo, llevando sus aperos de trabajo.
- La Contrata, era una asociación voluntaria de ganaderos de carácter cooperativista. La mutualidad se basaba en compensar económicamente en caso de muerte de una cabeza de ganado bovino, equino, asnal o mular al ganadero perjudicado. Proviene de la tradición de costumbres comunales de la comarca, actualmente en desuso.

También, en el año 2014 dentro del VIII Concurso de vocabularios tradicionales de la provincia de Zamora, resultó ganador del certamen el Vocabulario Tradicional de Palacios del Pan, diccionario local que recoge vocablos, expresiones lingüísticas y toponimia del pueblo, vinculado con las hablas asturleonesas y regionales.